# Bergeijk (wieś)
Bergeijk – wieś w południowej Holandii, w prowincji Brabancja Północna, w gminie Bergeijk. Według stanu na 1 stycznia 2013 wieś zamieszkiwały 8863 osoby.
We wsi znajduje się zabytkowy kościół gotycki pod wezwaniem Świętego Piotra.